# Lingua tedesca
Il tedesco (; [dɔɪ̯ʧ]) è una lingua indoeuropea appartenente al ramo occidentale delle lingue germaniche. È la lingua con il maggior numero di locutori madrelingua del continente europeo, riconosciuta come lingua ufficiale in Germania, Austria, Svizzera, Liechtenstein, Belgio, Lussemburgo, Namibia (ufficiale come lingua regionale), nella provincia autonoma di Bolzano in Italia e nel voivodato di Opole in Polonia. Viene tutelata come lingua minoritaria e regionale in diversi Paesi europei come Danimarca e Francia; all'interno del gruppo germanico è la lingua più diffusa al mondo dopo l'inglese.
Al 2022, è parlata da 134,6 milioni di parlanti totali.

## Distribuzione geografica
Il tedesco è parlato prevalentemente nell'Europa centrale e occidentale: in Germania, Austria, Svizzera, Liechtenstein, Belgio e Lussemburgo è lingua ufficiale.
Con circa 149 milioni di parlanti distribuiti in 38 Stati, è una lingua pluricentrica come l'inglese. Vi sono infatti isole linguistiche tedesche in tutti i continenti e alcune di queste comunità esistono da diversi secoli.
Secondo Ethnologue la lingua tedesca è la 12ª lingua parlata come prima lingua (L1) per dimensione: essa è parlata complessivamente in 43 Paesi da 76,6 milioni di persone.

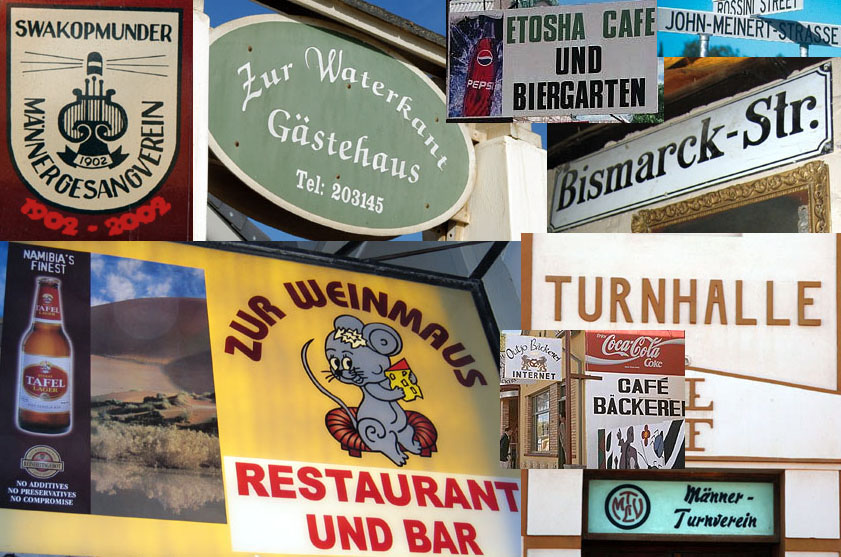
Esempi di uso della lingua tedesca nella vita di tutti i giorni in Namibia.

| Paese         | Popolazione di lingua tedesca (al di fuori dell'Europa) |
| ------------- | ------------------------------------------------------- |
| Stati Uniti   | 5 000 000                                               |
| Brasile       | 1 400 000                                               |
| Canada        | 450 000                                                 |
| Argentina     | 250 000                                                 |
| Messico       | 200 000                                                 |
| Australia     | 110 000                                                 |
| Sudafrica     | 75 000 (solo cittadini tedeschi espatriati)             |
| Colombia      | 70 000                                                  |
| Cile          | 50 000                                                  |
| Nuova Zelanda | 37 500                                                  |
| Paraguay      | 90 000                                                  |
| Namibia       | 30 000 (solo cittadini tedeschi espatriati)             |
| Venezuela     | 10 000                                                  |
| Perù          | 7583 (esclusi i cittadini tedeschi espatriati)          |

### Europa

Conoscenza della lingua tedesca nell'Unione europea.

Il tedesco è parlato soprattutto in Germania (dove è la prima lingua per oltre il 95% della popolazione), Austria (89%), Svizzera (65%), nella maggior parte del Lussemburgo e nel Liechtenstein.
Il tedesco è anche una delle tre lingue ufficiali del Belgio, insieme all'olandese e al francese. I locutori sono concentrati soprattutto all'interno della comunità germanofona del Belgio e costituiscono circa l'1% della popolazione del paese. Il tedesco viene inoltre parlato in parti della Polonia (voivodato di Opole) e in alcuni centri di confine nella contea dello Jutland meridionale in Danimarca. Comunità di lingua tedesca si possono trovare anche nei Paesi Bassi, nella Repubblica Ceca, in Slovacchia, Slovenia, Croazia, Serbia, Ungheria, Romania, Russia e Kazakistan. La forzata espulsione dei tedeschi dopo la seconda guerra mondiale e l'emigrazione di massa verso la Germania negli anni '80 e '90 del XX secolo hanno però sensibilmente ridotto molte di queste comunità.
In Italia il tedesco è riconosciuto come prima lingua ufficiale provinciale (accanto all'italiano) in Alto Adige. Gode inoltre di uno status di tutela e promozione come minoranza linguistica in Friuli-Venezia Giulia (Val Canale e altre isole linguistiche carnico-germaniche) ed è ammesso come lingua di lavoro dalle amministrazioni comunali nei comuni valdostani walser dell'alta Valle del Lys (Gressoney-La-Trinité, Gressoney-Saint-Jean e Issime), dove è lingua di apprendimento scolastico parificata insieme al francese e all'italiano. Dialetti ascrivibili alla famiglia linguistica del tedesco sono parlati dalle minoranze walser del Piemonte e della Valle d'Aosta, da quelle mochene del Trentino e da quelle carnico-germaniche di Sauris, Timau e Sappada nel Friuli. Sempre alla famiglia delle lingue germaniche appartiene la lingua cimbra, parlata dalla minoranza linguistica dei cimbri presente tra Veneto e Trentino.

### Africa
Il tedesco è parlato da circa 25-30 000 persone come lingua madre nell'ex colonia tedesca della Namibia. Sebbene abbia perso lo status di lingua ufficiale del paese, è ancora usato in molti ambiti, specialmente per gli affari e il turismo, così come nelle chiese (si pensi alla tedescofona Chiesa Evangelica Luterana della Namibia – GELK), nelle scuole (ad esempio il Deutsche Höhere Privatschule Windhoek), in letteratura (tra gli autori germano-namibiani si annovera Giselher W. Hoffmann), nella radio (programmi in lingua tedesca della Namibian Broadcasting Corporation) e nella musica (ad esempio il rapper EES).
Dei locutori sono presenti in Sudafrica, specialmente a Wartburg.

### Nord America

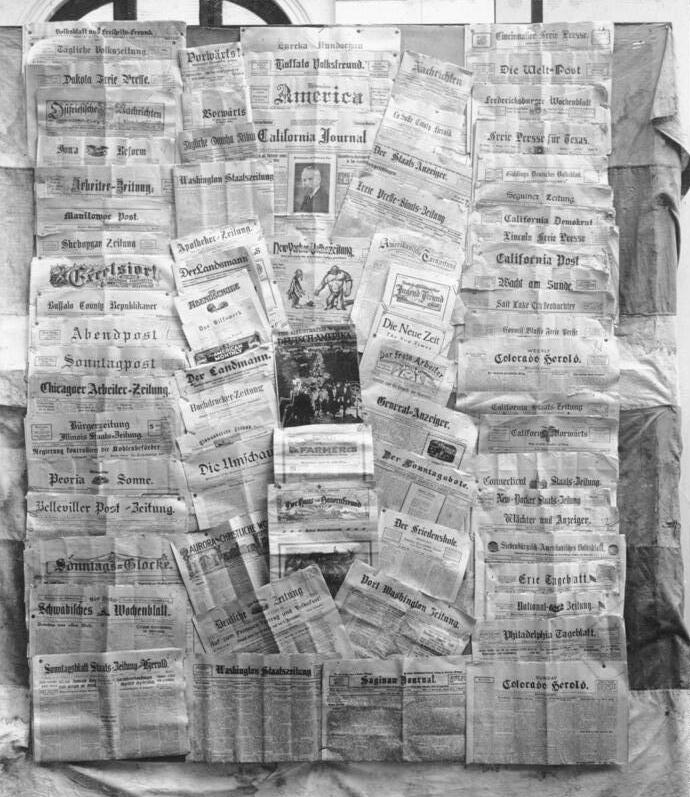
Giornali di lingua tedesca negli Stati Uniti nel 1922.

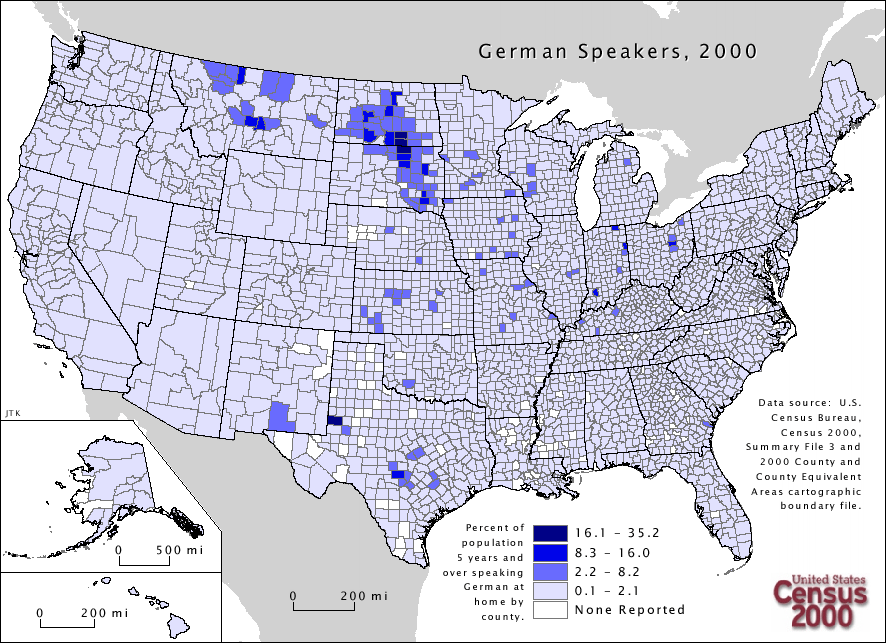
La diffusione della lingua tedesca negli USA nel 2000.

Negli USA il Nord Dakota e Sud Dakota sono gli unici stati in cui il tedesco è la lingua parlata a casa più comune dopo l'inglese (la seconda lingua più parlata negli altri stati è lo spagnolo, il francese o il tagalog). Nomi geografici tedeschi possono anche essere trovati nella regione del Midwest, come New Ulm e molte altre città del Minnesota; Bismarck (la capitale del Dakota del Nord), Munich, Karlsruhe e Strasburg nel Dakota del Nord; New Braunfels, Fredericksburg, Weimar e Muenster nel Texas; Corn (precedentemente Korn), Kiefer e Loyal (prima nota come Kiel) e Berlin in Oklahoma; Kiel, Berlin e Germantown nel Wisconsin.
Tra il 1843 e il 1910 oltre 5 milioni di tedeschi emigrarono oltreoceano, soprattutto verso gli Stati Uniti. Il tedesco rimase una lingua importante nelle chiese, nelle scuole, nei giornali e anche nell'amministrazione della United States Brewers' Association fino alla prima metà del XX secolo, ma venne pesantemente represso a partire dalla prima guerra mondiale. Durante il corso del XX secolo molti dei discendenti degli immigrati tedeschi del XVIII e XIX secolo cessarono di parlare tedesco a casa, ma una piccola popolazione di madrelingua può ancora essere trovata nella Pennsylvania (Amish, hutteriti, Dunkard e alcuni mennoniti parlano storicamente il tedesco hutterita e una varietà del tedesco centro-occidentale noto come tedesco della Pennsylvania o olandese della Pennsylvania), Kansas (mennoniti e tedeschi del Volga), Dakota del Nord (tedeschi hutteriti, mennoniti, tedesco-russi, tedeschi del Volga e tedeschi del Baltico), Dakota del Sud, Montana, Texas (tedeschi del Texas), Wisconsin, Indiana, Oregon, Oklahoma e Ohio (72 570). Un gruppo significativo di tedeschi pietisti nell'Iowa fondò Amana Colonies e continua a parlare la propria lingua. All'inizio del ventesimo secolo l'immigrazione fu diretta principalmente verso St. Louis, Chicago, New York, Milwaukee, Pittsburgh e Cincinnati.
I tedescofoni negli USA sono scesi dai 2 759 032 (solo tra la popolazione nata all'estero) del 1910 a 1 083 637 del 2010.
La lingua tedesca era insegnata nel 24% delle scuole statunitensi nel 1997 e solo nel 14% nel 2008.
In Canada vi erano 622 650 parlanti tedesco secondo il censimento del 2006, di cui 450 570 - l'1,4% della popolazione totale del Paese – madrelingua. Le comunità tedescofone si trovavano soprattutto nella Columbia Britannica (118 035) e in Ontario (230 330). Il numero di tedeschi madrelingua è ad ogni modo in calo da diversi decenni: dai 558 965 del 1971 (il 2,6% della popolazione totale canadese) sono scesi a 384 040 nel censimento del 2016 (1,1%). Tra il 1945 e il 1994 circa 400 000 immigrati tedescofoni giunsero in Canada, la stragrande maggioranza dei quali è stata largamente assimilata.

Secondo il censimento del 2016, sono 3 322 405 i canadesi di origine tedesca. La popolazione di origine tedesca è distribuita in tutto il paese. Una numerosa e vibrante comunità si trova a Kitchener, nell'Ontario, un tempo chiamata Berlin. Gli immigrati tedeschi giunti dopo la seconda guerra mondiale riuscirono a preservare la propria lingua e nella prima metà del XX secolo oltre un milione di tedesco-canadesi resero la lingua tedesca la terza più parlata del paese, dopo inglese e francese.
| Anno | Popolazione Canada | Madrelingua tedesca | %    | Parlanti totali (%) |
| ---- | ------------------ | ------------------- | ---- | ------------------- |
| 1971 | 21 962 032         | 558 965             | 2,6  |                     |
| 1991 | 28 037 420         | 490 650             | 1,8  |                     |
| 1996 | 28 846 761         | 470 505             | 1,6  |                     |
| 2001 | 30 007 094         | 438 080             | 1,46 |                     |
| 2006 | 31 241 030         | 450 570             | 1,4  | 622 650 (2,0)       |
| 2011 | 33 476 688         | 409 200             | 1,24 |                     |
| 2016 | 35 151 728         | 384 040             | 1,1  |                     |

Anche in Messico vi è una grossa popolazione di origine tedesca, soprattutto nelle città di: Città del Messico, Puebla, Mazatlán, Tapachula, Ecatepec de Morelos, e ancora di più sparpagliati nello stati di Chihuahua, Durango e Zacatecas.

### Sud America

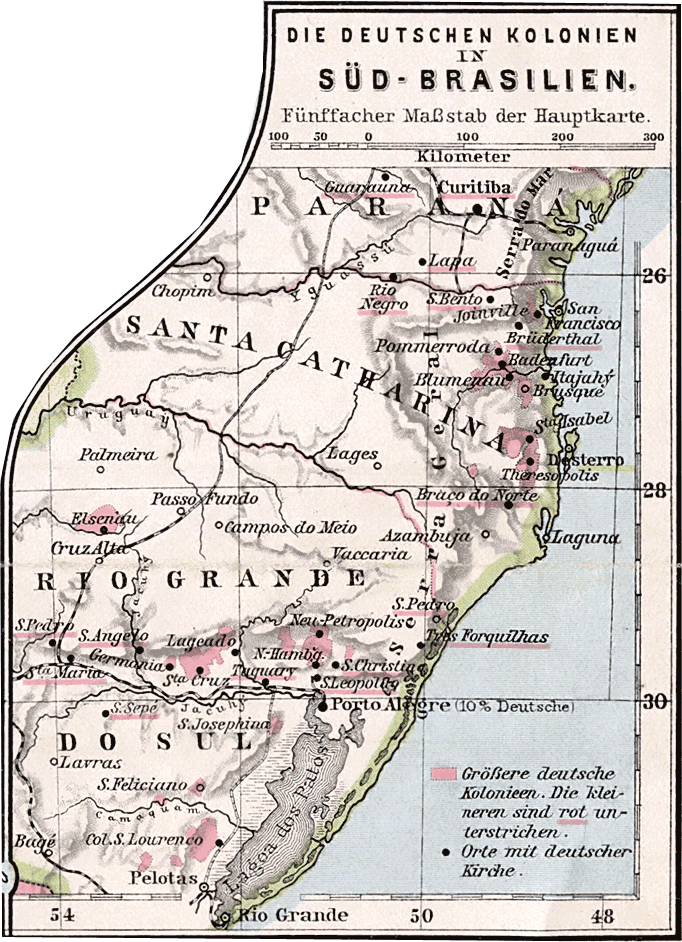
Colonie tedesche nel Brasile meridionale.

In Brasile i tedescofoni provenienti da Germania, Svizzera e Austria sono il terzo gruppo di immigrati più numeroso dopo i portoghesi e gli italo-brasiliani. Vi sono anche importanti comunità che parlano tedesco in Argentina, Cile, Paraguay, Venezuela, Perù e Bolivia. Nel XX secolo oltre 100 000 rifugiati politici e imprenditori tedeschi si sono stabiliti nell'America Latina, in paesi come Costa Rica, Panama, Venezuela e la Repubblica Dominicana, stabilendo enclavi tedescofone.
Un gran numero di tedeschi si è stabilito in Paraguay, mantenendo in molti casi la propria lingua e cultura, con aree che tutt'oggi sono rimaste a maggioranza tedesca, come Filadelfia, Loma Plata e Neuland nel Chaco centrale, Nueva Germania (fondata nel 1887 da immigrati tedeschi sostenitori della supremazia della razza ariana) nel dipartimento di San Pedro, Colonias Unidas in Itapúa e Independencia a Guairá. Durante la lunga dittatura militare dell'oriundo tedesco Alfredo Stroessner, generale di dichiarate simpatie naziste (durante il suo regime, il Paraguay divenne un sicuro rifugio per i criminali di guerra nazisti, tra cui Josef Mengele), venne proibito l'uso ufficiale della lingua guaraní (la lingua che tuttora è la più parlata nel Paese), riconoscendo l'ufficialità al solo castigliano, la "lingua dei dominatori", accarezzando per un certo periodo persino l'idea di rendere seconda lingua ufficiale del Paese non il guaraní, bensì il tedesco. Tuttora, tra le minoranze del Paraguay, si contano 25 000 mennoniti di lingua tedesca nel deserto del Chaco.
In Brasile la maggiore concentrazione di tedescofoni si trova negli stati di Rio Grande do Sul (dove si è sviluppato il Riograndenser Hunsrückisch), Santa Catarina, Paraná, San Paolo e Espírito Santo.
Quasi tutti gli abitanti di Pomerode, una municipalità nello stato di Santa Catarina in Brasile, dove questa lingua è co-ufficiale, sono in grado di parlare tedesco.
Municipalità che hanno il pomerano orientale come lingua co-ufficiale:
Espírito Santo:
- Domingos Martins[36][37][38][39]

- Laranja da Terra[37][38]
- Pancas[37][39][40]

- Santa Maria de Jetibá[37][43]
- Vila Pavão[37][39][40]

Minas Gerais:

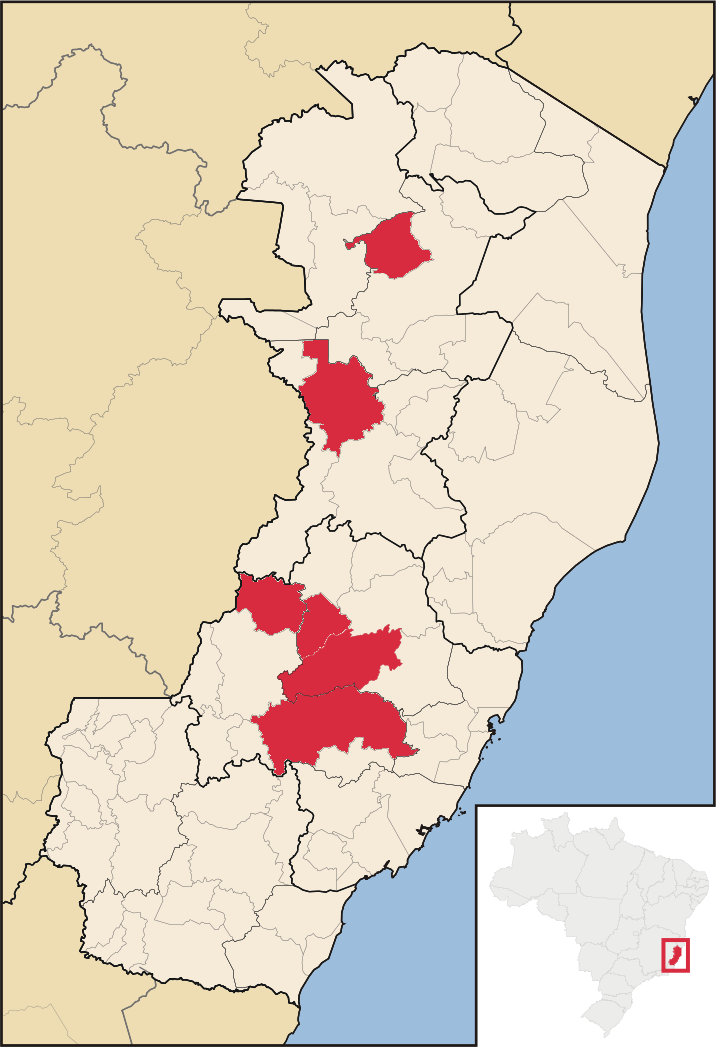
Municipalità dello stato di Espírito Santo (Brasile) dove il dialetto pomerano orientale è co-ufficiale.

- Itueta (solo nel distretto di Vila Nietzel)[45][46][47]

Santa Catarina:
- Pomerode[39]

Rio Grande do Sul:
- Canguçu (sotto approvazione)[39]

 Rondônia:
- Espigão d'Oeste (sotto approvazione)[39][40][50][51][52]

Municipalità che hanno la lingua Riograndenser Hunsrückisch come lingua co-ufficiale:
Santa Catarina:
- Antônio Carlos[54]
- Treze Tílias (lingua insegnata nei comprensori e nelle scuole)[55][56][57]

Rio Grande do Sul:
- Santa Maria do Herval (sotto approvazione)[58]

Secondo le stime di Ethnologue, nel 2016 vi erano 4 508 000 persone in Brasile che parlavano un dialetto tedesco, e più precisamente: circa 3 milioni di brasiliani parlano il Riograndenser Hunsrückisch, 1,5 milioni tedesco standard (in tedesco Standarddeutsch o Hochdeutsch) e 8 000 il Plautdietsch (basso tedesco mennonita).

### Lingua ufficiale/Riconoscimenti ufficiali
Il tedesco come lingua ufficiale o co-ufficiale:
1. Germania
2. Austria
3. Liechtenstein
4. Svizzera (lingua co-ufficiale [seppur maggioritaria])
5. Belgio (lingua co-ufficiale nella Comunità germanofona del Belgio)
6. Danimarca (lingua co-ufficiale regionale)[61][62]
7. Italia (lingua co-ufficiale nella Provincia autonoma di Bolzano)
8. Brasile (lingua co-ufficiale nelle municipalità di Antônio Carlos[54] e Pomerode[34][35])
9. Polonia (Voivodato di Opole)

Il tedesco come lingua nazionale o altra lingua parlata da una minoranza:
1. Argentina
2. Australia
3. Belgio (nella provincia di Liegi, eccetto la Comunità germanofona del Belgio)
4. Bosnia ed Erzegovina
5. Brasile
6. Canada
7. Cile
8. Colombia
9. Croazia
10. Rep. Ceca
11. Ecuador
12. Estonia
13. Finlandia
14. Francia
15. Ungheria
16. Israele
17. Kazakistan
18. Kirghizistan
19. Lussemburgo (lingua nazionale)
20. Moldavia
21. Mozambico
22. Namibia
23. Paraguay
24. Perù
25. Filippine
26. Polonia (usato come seconda lingua)
27. Porto Rico
28. Romania
29. Russia
30. Serbia
31. Slovacchia (usato anche l'ungherese o lo slovacco)
32. Slovenia
33. Sudafrica
34. Tagikistan
35. Italia (lingua parlata in alcune aree linguistiche storiche cimbre, mochene, Walser e lingua straniera più studiata nelle scuole della Provincia autonoma di Trento)
36. Ucraina
37. Emirati Arabi Uniti
38. Stati Uniti
39. Uruguay
40. Uzbekistan
41. Venezuela (come il dialetto Alemán Coloniero)
42. Papua Nuova Guinea (come unserdeutsch o creolo tedesco di Rabaul)

## Grammatica
La lingua tedesca è una lingua flessivo-fusiva.
A causa della presenza dei casi e della conseguente declinazione dei sostantivi (però molto ridotta nella lingua moderna) e degli aggettivi, il tedesco è una delle lingue germaniche moderne con la grammatica più complessa.
I casi in tedesco sono quattro: nominativo, genitivo, dativo e accusativo. I sostantivi (che, come le parti del discorso sostantivate, si scrivono sempre con l'iniziale maiuscola) presentano tre generi: maschile, femminile e neutro.
Il paradigma dei verbi tedeschi irregolari ha quattro forme, diversamente dall'inglese, che ne ha tre: l'Infinitiv (infinito), l'Indikativ Präsens (indicativo presente), l'Indikativ Präteritum (preterito, ovvero indicativo imperfetto/passato prossimo/passato remoto) e il Partizip II (participio passato).
Il Plusquamperfekt (piuccheperfetto, corrispondente all'indicativo trapassato prossimo/trapassato remoto), il Futur I (futuro semplice) e il Futur II (futuro anteriore) completano il quadro dei tempi dell'indicativo.
Il Konjunktiv I (congiuntivo primo) ha quattro tempi (presente, perfetto, futuro I, futuro II); il suo uso è piuttosto raro e si limita generalmente alla formazione del discorso indiretto solitamente in contesti formali e ufficiali (come, a esempio, la stampa); ha anche valore di congiuntivo esortativo (ossia d'imperativo) nelle terze persone in contesti formali.
Il Konjunktiv II (congiuntivo secondo) ha due tempi (preterito e piuccheperfetto). I suoi usi corrispondono a quelli del condizionale (valore di possibilità) e del congiuntivo imperfetto (valore di irrealtà) italiani; secondariamente, si può trovare con valore di Konjunktiv I nel caso quest'ultimo non sia distinguibile dal presente indicativo.
È quindi tipico del tedesco e delle lingue germaniche, in generale, l'uso di costruzioni analitiche, realizzate cioè tramite largo uso di ausiliari (come sein essere, haben avere e werden divenire) per esprimere i diversi tempi verbali.

## Fonologia

### Vocali
Il tedesco ha 9 grafemi vocalici, corrispondenti a 14 foni vocalici: ‹a› [a, ɑː], ‹e› [ɛ, eː], ‹i› [ɪ, iː], ‹o› [ɔ, oː], ‹u› [ʊ, uː], ‹ä› [ɛː], ‹ö› [œ, øː], ‹ü› [ʏ, yː], ‹y› [i, iː, y, yː]. La y si pronuncia [y, yː] (Olympiade [ʔolympiˈɑːd̥ə]) e [i, iː]. Due foni vocalici aggiuntivi sono la "a-schwa" ([ɐ]) e la "e-schwa" ([ə]), tipiche dei suffissi della flessione e di alcuni prefissi; la e-schwa a volte non viene neppure pronunciata, dando luogo a sillabe senza vocale in cui i fonemi /l/, /m/, /n/ e /r/ sono sillabici.
Il tedesco distingue tra vocali lunghe e vocali brevi:
- sono lunghe le vocali seguite generalmente da una consonante (wen [veːn]), da h muta (Dehnungs-h; zehn [ʦeːn]) o da i muta (Miete [ˈmiːtə]) e le vocali doppie (Saal [zɑːl], Seele [zeːlə]);
- sono brevi le vocali seguite generalmente da più consonanti (wenn [vɛn]).

Le vocali lunghe sono chiuse ([ɑː], [eː], [iː], [oː], [uː], [øː], [yː]), mentre le vocali brevi sono aperte ([a], [ɛ], [ɪ], [ɔ], [ʊ], [œ], [ʏ]). L'unica eccezione è la ä lunga, che è quasi sempre aperta ([ɛː]).
Nessuna sillaba inizia con un suono vocalico: anche se nella grafia una sillaba inizia per vocale, nella pronuncia la sillaba si apre sempre con la consonante occlusiva glottidale ([ʔ]) non scritta (eins [ʔaɪ̯ns]).

### Umlaute metafonemi
Alcuni fonemi vocalici sono indicati dai caratteri latini a, o e u sovrastati da due puntini graficamente uguali alla dieresi che indicano non uno iato vocalico, bensì una metafonesi (Umlaut):
- ä ([ɛː], [ɛ]) è metafonema di a ([ɑː], [a]);
- ö ([øː], [œ]) è metafonema di o ([oː], [ɔ]);
- ü ([yː], [ʏ]) è metafonema di u ([uː], [ʊ]);
- äu ([ɔɪ̯]) è metafonema del dittongo au ([ɑʊ̯]).

### Dittonghi
- Il dittongo au si pronuncia [ɑʊ̯];
- i dittonghi ai ed ei si pronunciano [aɪ̯];
- i dittonghi äu ed eu si pronunciano [ɔɪ̯].

### Falsi dittonghi
- Il gruppo ie si pronuncia [iː] se le due lettere appartengono alla stessa sillaba, altrimenti si pronuncia [jə] (es. Italien [ʔiˈtɑːljən].
- Nel gruppo äi le due lettere appartengono a sillabe diverse, quindi le due vocali si pronunciano separatamente: [ɛːɪ] (es. europäisch [ʔɔɪʀoˈpɛːɪʃ]).

### Consonanti
- b si pronuncia [b̥] (Besen [ˈb̥eːzn̩]);
- c:
  - si pronuncia [kʰ] se precede /a/, /o/, /u/, /ø/ e /y/ (Cora [ˈkʰoːʀɑː]);
  - si pronuncia [t͡s] se precede /e/ e /i/ (Cäsar [ˈt͡seːzɐ]);
- d si pronuncia [d̥] (Dach [d̥ax]);
- f si pronuncia [f] (fünf [fʏɱf]);
- g si pronuncia [ɡ̊] (gestern [ˈɡ̊ɛstɐːn]);
- h:
  - prima di vocale si pronuncia [h] (Hund [hʊnt]);
  - dopo vocale è muta e allunga la vocale stessa (Dehnungs-h; wohl [voːl]);
- j:
  - nelle parole di origine tedesca si pronuncia [j] (in alcuni dialetti anche [ʝ]; Jodel [ˈjoːd̥l̩]);
  - nelle parole di origine straniera mantiene il suono originale: [j], [ʒ] o [t͡ʃ]: se originariamente il suono era [ʤ], verrà pronunciato [t͡ʃ] (in tedesco non esiste il suono [ʤ]; Job [t͡ʃɔp]);
- k si pronuncia [kʰ] (Kind [kʰɪnt]);
- l si pronuncia [l];
- m si pronuncia [m];
- n:
  - si pronuncia [m] nelle consonanti prive di vocale se preceduta da /b/ e /p/ (eben [ˈʔeːb̥m̩]);
  - si pronuncia [ɱ] se seguita (o, nelle consonanti prive di vocale, se preceduta) da /v/ e /f/ (Anfang [ˈʔaɱfaŋ], Waffen [ˈvafɱ̩]);
  - si pronuncia [ŋ] se seguita (o, nelle consonanti prive di vocale, se preceduta) da /ɡ/, /k/ e [x] (Angebot [ˈaŋɡ̊əˌb̥oːtʰ], fangen [ˈfaŋɡ̊ŋ̩]);
  - si pronuncia [n] altrove (Nacht [naxt], manche [ˈmançə]);
- p si pronuncia [pʰ] (Peter [ˈpʰeːtɐ]);
- r:
  - si pronuncia [ʀ] o [ʁ], a discrezione del locutore (nei dialetti meridionali si può pronunciare anche [r]) se seguita da vocale; Rang [ʀɑːŋ, ʁɑːŋ], Ehre [ʔeːʀə, ʔeːʁə]);
  - si pronuncia [ɐ] se preceduta da vocale (erst [ʔeɐ̯st], Bär [b̥eɐ̯]);
- s:
  - a inizio sillaba se seguita da vocale si pronuncia [z] (sein [zaɪ̯n], Hase [ˈhɑːzə]);
  - a inizio sillaba se seguita da p o t si pronuncia [ʃ] (come il gruppo sch) (Spur [ʃpuːɐ̯], Straße [ˈʃtʀɑːsə]);
  - a fine sillaba si pronuncia [s] (bisschen [ˈb̥ɪsçn̩]);
- ß si pronuncia [s]; indica che la vocale precedente è lunga (Straße [ˈʃtʀɑːsə]); si scrive anche dopo un dittongo (i dittonghi sono considerati vocali lunghe; heißen ([ˈhaɪ̯sn̩]); non compare mai all'inizio di parola, ma ha un corrispettivo maiuscolo, ẞ, che si usa quando la parola è scritta tutta maiuscola;
- t si pronuncia [tʰ] (Tal [ˈtʰɑːl]), se seguita da i + vocale, si pronuncia [t͡s];
- v:
  - nelle parole di origine tedesca si pronuncia [f] (Volk ([fɔlk]);
  - nelle parole di origine straniera mantiene il suono originale (Vase [ˈvɑːzə]);
- w si pronuncia [v] (Wasser [ˈvasɐ]);
- x si pronuncia [ks] (Hexe [ˈhɛksə]);
- z si pronuncia [t͡s]; se non geminata, indica che la vocale precedente è lunga.

### Gruppi consonantici
- ch:
  - si pronuncia [x] ([χ] nei dialetti meridionali) se preceduta (oppure, a inizio di parola, se seguita) da /a/, /o/, /u/ ("ach-Laut"); la vocale precedente è pronunciata breve (acht, doch, Buch);
  - si pronuncia [ç] se preceduta (oppure, a inizio di parola, se seguita) da /e/ e /i/ ("ich-Laut"); la vocale precedente è pronunciata breve (echt, ich, Chemie, China);
  - si pronuncia [k] se seguita da s; la vocale precedente è pronunciata breve (sechs [zɛks]);
- ck si pronuncia [k] (Zucker [ˈt͡sʊkɐ]);
- dsch, tipico dei prestiti stranieri, si pronuncia [t͡ʃ] (in tedesco non esiste il suono [d͡ʒ]; Dschungel [ˈt͡ʃʊŋl̩]);
- gn si pronuncia [ɡn], a differenza dell'italiano;
- ng si pronuncia [ŋ] sia in posizione mediana che in fin di parola se n e g appartengono alla stessa sillaba (länger [ˈlɛŋɐ]; nei dialetti settentrionali è uvulare: [ɴ]); alcuni parlanti lo pronunciano [ŋk] in fine di parola;
- ph si pronuncia [f];
- qu (sempre seguito da vocale) si pronuncia [kv] (Quatsch [kvat͡ʃ]);
- sch si pronuncia [ʃ];
- tsch si pronuncia [t͡ʃ];
- tz si pronuncia [t͡s]; indica che la vocale precedente è breve (Katze [kʰat͡sə]).

### Altre regole
Consonanti:
- Prima di una consonante e nelle sillabe senza vocale [pʰ], [tʰ] e [kʰ] non vengono aspirate: [p] (Apfel [ˈʔap̚fl̩], Opel [ˈʔoːp̚l̩]), [t̚] (Wettbewerb [ˈvɛt̚b̥əˌvɛɐ̯p], Vettel [ˈfɛt̚l̩]), [k] (Streckgrenze [ˈʃtʀɛkˌɡ̊ʀɛnʦə], Haken [ˈhɑːkŋ̩]).
- Prima di una consonante sorda [b̥], [d̥] e [ɡ̊] si desonorizzano completamente: [p] (Abfahrt [ˈʔapfɑːt]), [t] (Stadt [ʃtʰat]).
- In fin di parola [b̥], [d̥] e [ɡ̊] si desonorizzano completamente e vengono talora aspirate.
- Nel gruppo -ow in fine di parola la w non si pronuncia: (Pankow [ˈpʰaŋkoː])
- Nel Nord della Germania nelle sillabe accentate /p/, /t/ e /k/ vengono aspirate: [pʰ], [tʰ] e [kʰ].
- Nel Sud della Germania e in Austria [b̥], [d̥] e [ɡ̊] si desonorizzano completamente all'inizio di parola prima di una vocale: [p̚], [t̚], [k].

Gruppi vocale + consonante:
- Il gruppo ig a fine parola si pronuncia [ɪç] (Honig [ˈhoːnɪç]).
- Il gruppo er/är in sillaba tonica si pronuncia [eɐ̯] (erst [ʔeɐ̯st], Bär [b̥eɐ̯]), in sillaba atona si pronuncia [ɐ] (Maler [ˈmɑːlɐ]);
- I prefissi verbali atoni er– e ver– si pronunciano [ɐ] o [ə], a discrezione del locutore (ersetzen [əˈzɛʦn̩, ɐˈzɛʦn̩], vergessen [fəˈɡ̊ɛsn̩, fɐˈɡ̊ɛsn̩]).
- Il gruppo ier si pronuncia [ɪ̯ɐ] se preceduto da vocale (Meier [ˈmaɪ̯ɐ]), [iːɐ] se preceduto da consonante (vier [ˈfiːɐ]).

## Lessico
La maggior parte del lessico della lingua tedesca deriva dal ramo germanico delle lingue indo-europee, sebbene vi siano significative minoranze di parole derivate da francese, greco, latino e, recentemente, dall'inglese.
Allo stesso tempo, è stupefacente come il tedesco riesca a sostituire parole straniere col solo uso di repertorio lessicale puramente germanico: così Notker III di San Gallo riuscì a tradurre i trattati aristotelici in puro alto tedesco antico attorno all'anno 1000. Oggi possiamo trovare a esempio Fernsehen, composto da fern (lontano) e sehen (vedere), che è l'esatta traduzione del composto greco-latino televisione.
A prima vista, il lessico del tedesco è poco accessibile. Bisogna però anche prendere in considerazione che una parte considerevole dei sostantivi è da ascrivere a semplici traduzioni letterali dal latino. A modo indiretto, dunque, è possibile riscontrare l'internazionalità dei linguaggi. Specie gli usi dell'ambiente ecclesiastico risalgono al latino, p.es. die Wieder-aufersteh-ung (re-surrec-tio). Anche le parole prestate dal latino sono più frequenti di quanto non ci si potrebbe aspettare, p.es. nüchtern ("digiuno", "non ubriaco", da nocturnus), keusch ("casto", probabilmente da conscius), die Laune ("lo stato d'animo", da luna), die Ziegel (tegula), die Pfeife (pipa) oppure kosten (omonimo di gustare e di constare), kaufen ("comprare", da caupo "oste") ecc.

## Storia

### Origini

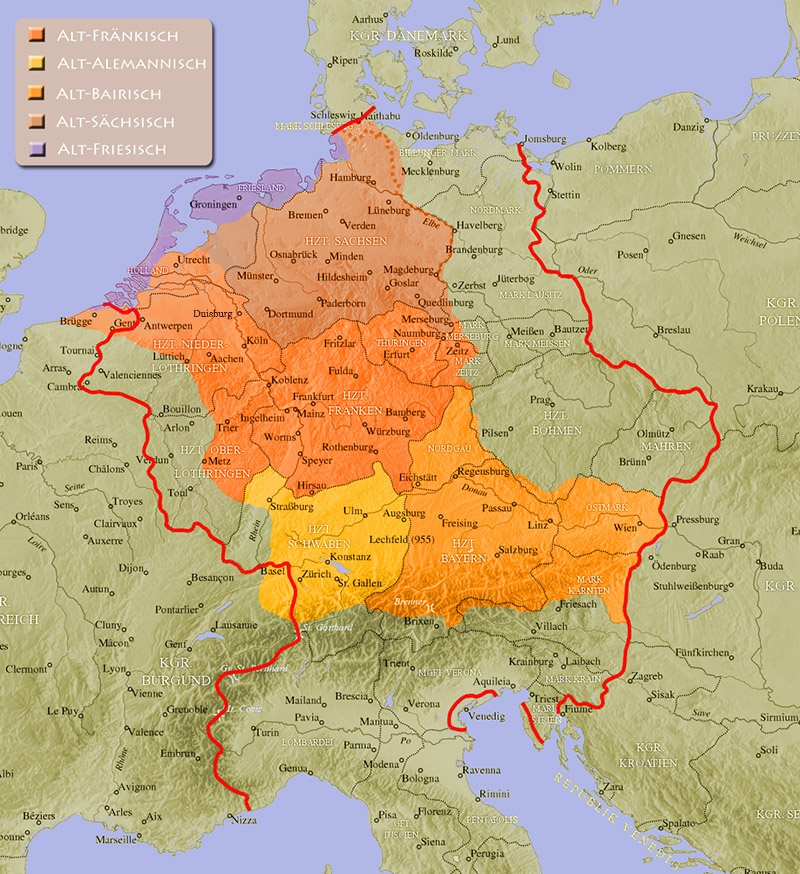
L'area germanofona nel Sacro Romano Impero intorno al 962.

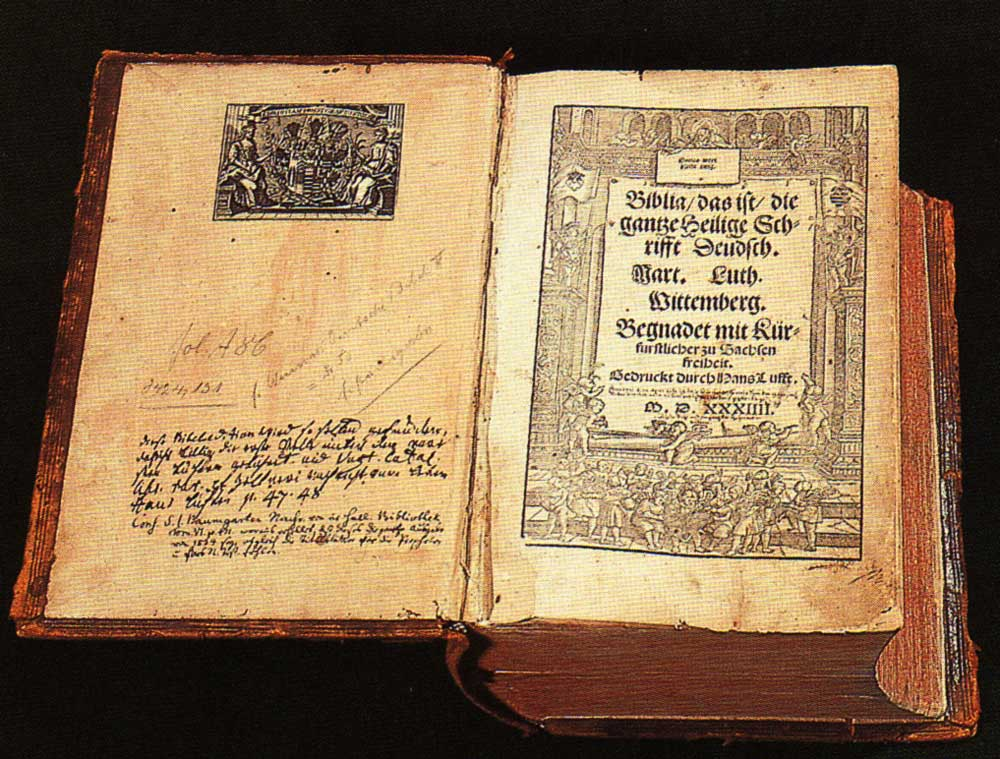
La diffusa popolarità della Bibbia tradotta in tedesco da Martin Lutero aiutò la diffusione del tedesco moderno.

È possibile esaminare lo sviluppo storico della lingua tedesca attraverso la sua suddivisione nei seguenti periodi:
- Alto tedesco antico (750-1050)
- Alto tedesco medio (1050–1350)
- Alto tedesco protomoderno (1350–1650)
- Alto tedesco moderno (dal 1650).

Il glottonimo proviene dalla parola germanica þeudiskaz, con cui nel Medioevo si indicava la lingua del þeudō, cioè del popolo (una lingua germanica, senza distinzione) contrapponendola al latino. Da þeudiskaz sono derivati il tedesco deutsch, il nederlandese duits (che in questa lingua indica il tedesco), l'inglese dutch (che indica il nederlandese) e il latino theodiscus, da cui l'italiano tedesco e il francese tudesque (oggi utilizzato in riferimento agli antichi popoli germanici fino al Medioevo).

### Tedesco moderno
Dalla fine degli anni '80, i ricercatori parlano di almeno tre standard di tedesco: il tedesco standard tedesco, il tedesco standard austriaco e il tedesco standard svizzero. Alcuin ricercatori, tuttavia, preferiscono attenersi all'One Standard German Axiom.

#### Germania
Quando Martin Lutero tradusse la Bibbia (il Nuovo Testamento nel 1522 e il Vecchio Testamento, pubblicato in diversi parti e completato nel 1534), basò la sua traduzione principalmente sul linguaggio standard della burocrazia in Sassonia (sächsische Kanzleisprache), noto anche come Meißner-Deutsch (dalla città tedesca di Meißen). Questo linguaggio era basato sui dialetti alto-orientali e centro-orientali tedeschi e conservava molto del sistema grammaticale del medio alto tedesco (diversamente dai dialetti tedeschi parlati nella Germania centrale e settentrionale, che allora avevano già cominciato a perdere il caso genitivo e il tempo Präteritum). Inizialmente le copie della Bibbia avevano una lunga lista di glosse, che traducevano le parole sconosciute nella regione coi termini usati nel dialetto regionale. I cattolici inizialmente rifiutarono la traduzione di Lutero, e provarono a creare il loro cattolico standard (gemeines Deutsch) — che, comunque, differiva dal "tedesco protestante" solo in alcuni piccoli dettagli. L'arrivo a uno standard ampiamente condiviso risale alla metà del XVIII secolo.
Fino al 1800 circa, il tedesco standard fu soprattutto una lingua scritta: nella Germania settentrionale urbana venivano parlati i dialetti locali basso-sassone o basso-tedesco; il tedesco standard, che era nettamente diverso, era spesso appreso come lingua straniera dalla pronuncia incerta. Le guide prescrittive di pronuncia consideravano la pronuncia tedesca settentrionale come standard. Ad ogni modo, l'attuale pronuncia del tedesco standard varia da regione a regione.

#### Impero austriaco

In nero, le regioni dell'attuale Repubblica Ceca con maggioranza tedesca fino alla seconda guerra mondiale.

Mappa etno-linguistica dell'Impero austro-ungarico (1910).

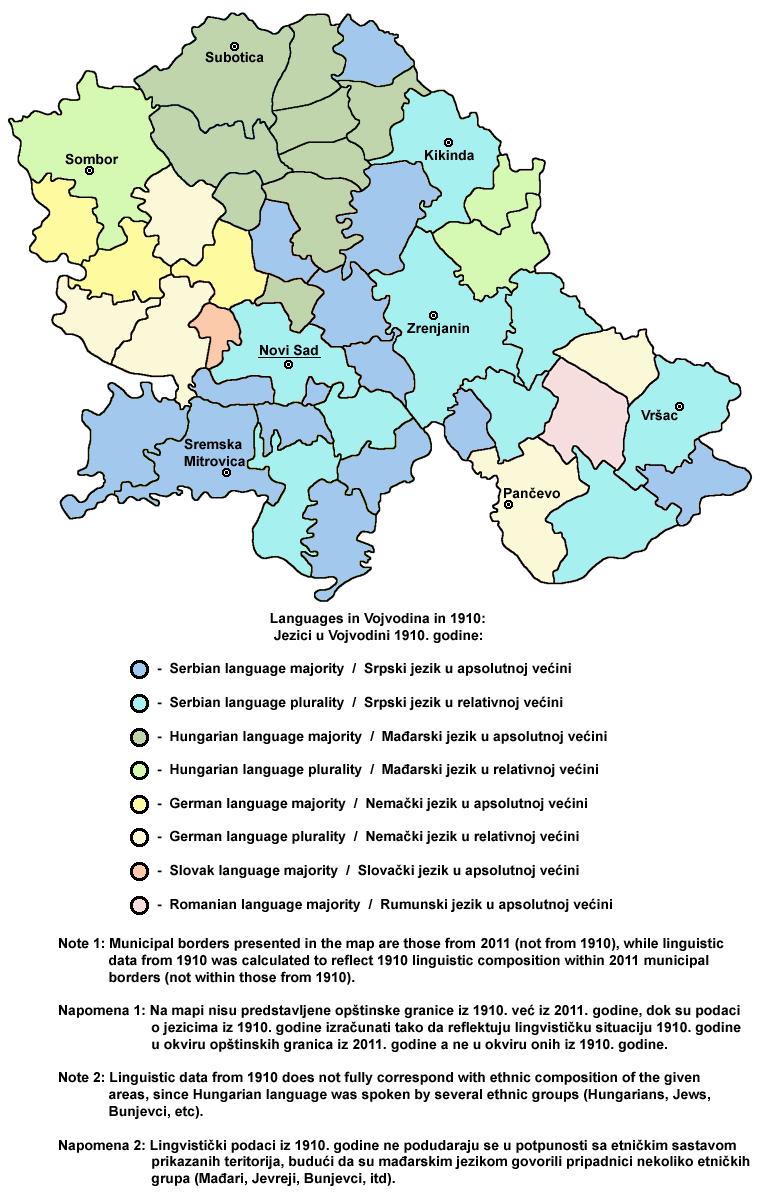
In giallo le regioni della Voivodina in cui i tedeschi costituivano la maggioranza della popolazione (1910).

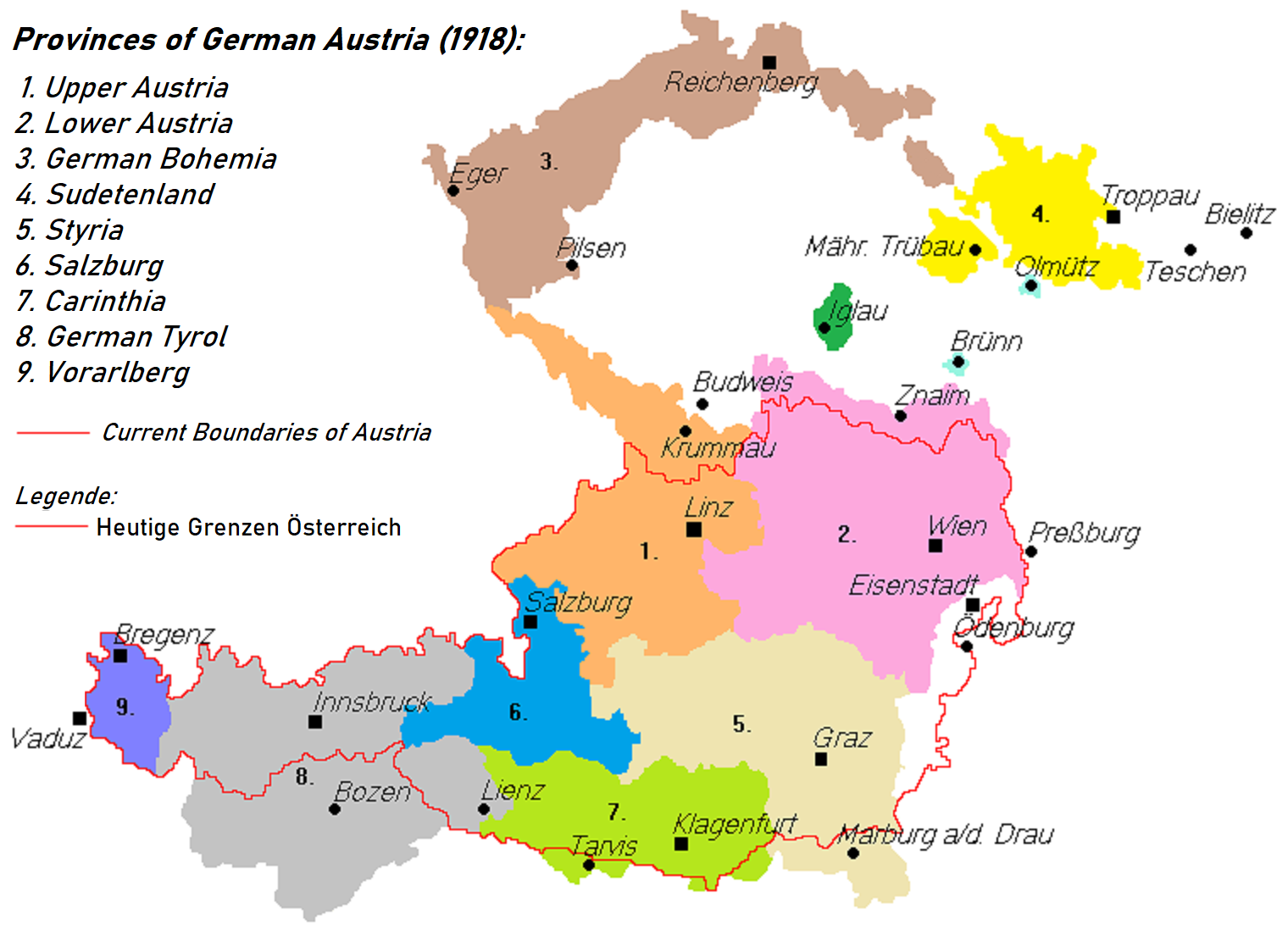
Mappa delle regioni tedescofone rivendicate dall'Austria nel 1918.

Il tedesco era la lingua del commercio e di governo nell'Impero asburgico, che comprendeva una vasta area dell'Europa centrale e orientale. Fino alla metà del XIX secolo era essenzialmente la lingua della gente di città nella maggioranza dell'impero. Il suo uso indicava che l'utilizzatore era un mercante, uno di città, senza distinzione nazionale.
Fu l'imperatore Giuseppe II (1780–1790) a decidere di imporre il tedesco come lingua ufficiale dell'amministrazione statale (incluse le università), approfondendo alcuni indirizzi relativi all'uso del tedesco in ambito scolastico già previsti dalla madre Maria Teresa. Le ordinanze giuseppine riguardarono in particolar modo i distretti trentini soggetti al controllo degli Asburgo. Nell'agosto 1784, affinché la conoscenza del tedesco si diffondesse presso la gioventù dei «Confini italiani», veniva ordinato che i conferimenti di cariche di servizio negli uffici andassero d'ora in avanti solo a chi conoscesse bene il tedesco; nello stesso anno un vero e proprio test di lingua tedesca venne imposto come requisito di eleggibilità al neocostituito magistrato di Rovereto. 
Nel 1787, con un decreto che riguardava il Trentino, Trieste, la contea di Gorizia e le terre del Litorale istriano-dalmata (ma poi esteso ad altre zone della monarchia), si impediva l'uso dell'italiano nelle corti giudiziarie e in più si comandava che entro tre anni l'ingresso nelle corti fosse permesso a giudici, avvocati e personale di servizio in grado di padroneggiare la lingua tedesca.
Erano provvedimenti che tagliavano in modo radicale i ponti con un passato secolare (alla corte di Vienna, per tutto il Cinquecento e Seicento, l'italiano era stata la lingua di cultura dominante), e che, oltre a provocare un flusso di proteste immediato, dovettero ben presto essere accantonati. Con l'avvento di Leopoldo II al trono imperiale vi furono subito dei passi indietro: già nel gennaio del 1790, un decreto riconosceva che molti sudditi non avevano ancora le previste conoscenze linguistiche, mentre in aprile si decideva che l'introduzione del tedesco nelle corti giudiziarie dei «Confini italiani», Gorizia (Görz) e Trieste (Triest), non dovesse essere più perseguita. Prima dell'annessione di Bolzano all'Italia e prima dell'italianizzazione, Bolzano (Bozen) era una città quasi totalmente di lingua tedesca (94% circa); all'ultimo censimento della popolazione (2011) la maggioranza si è dichiarata appartenente al gruppo linguistico italiano (74%), mentre chi si è dichiarato appartenente al gruppo linguistico tedesco raggiunge il 25,5%. Fino alla prima guerra mondiale esistevano comunità tedescofone significative a Trieste (oltre il 5% della popolazione del comune) e Trento (Trient, circa il 3%), ma che si ridussero drasticamente negli anni successivi.
Alcune città, come Praga (in tedesco Prag) e Budapest (Buda, in tedesco Ofen), vennero gradualmente germanizzate negli anni successivi alla loro incorporazione nei domini asburgici. Altre, come Presburgo (in tedesco: Pressburg, oggi Bratislava), furono originariamente fondate durante il periodo asburgico ed erano principalmente tedesche in quel periodo. Solo alcune città rimanevano non-tedesche. La maggior parte delle città, come Praga, Budapest, Bratislava, Zagabria (in tedesco Agram) e Lubiana (in tedesco Laibach) erano a maggioranza tedescofona, sebbene circondate da territori in cui venivano parlate altre lingue. A Budapest nel 1737 il 57,8% degli abitanti era madrelingua tedesco e fino ad almeno il 1851 i tedescofoni costituivano la maggioranza assoluta della popolazione cittadina, per poi diminuire gradualmente nella seconda metà del XIX secolo e crollare dopo la prima guerra mondiale, tanto da ridursi ad appena l' 1,9% nel 1941.
La popolazione di etnia tedesca costituiva più del 23% della popolazione della Cecoslovacchia, ed era principalmente concentrata nelle province ceche (Boemia e Moravia), di cui costituiva più del 30% della popolazione.
Fino al 1945 un terzo della popolazione della Boemia, la parte centrale della Cecoslovacchia con la capitale Praga, parlava tedesco. Due dei figli di Praga più noti nel mondo, gli scrittori Franz Kafka e Rainer Maria Rilke, scrivevano in tedesco. Nel 1918, quando terminò la prima guerra mondiale e crollò l'impero austro-ungarico, Praga aveva circa 540 000 abitanti, di cui 410 000 cechi, 100 000 tedeschi e 30 000 ebrei (dei quali alcuni parlavano ceco e altri tedesco, oltre allo yiddish). Sempre nel 1918, la popolazione di Brno (in tedesco Brünn) comprendeva circa 55 000 parlanti tedesco, tra cui quasi tutti gli abitanti di origine ebraica.
Fin dalle origini della città e fino al XIX secolo i tedeschi costituirono il gruppo etnico predominante di Bratislava (Pressburg – in passato Preßburg). Tuttavia, dopo il Compromesso Austro-Ungarico del 1867, iniziò una massiccia magiarizzazione e alla fine della prima guerra mondiale il 40% della popolazione parlava ungherese come lingua madre, il 42% tedesco e appena il 15% slovacco.
Dopo la fondazione della Seconda Repubblica di Polonia (1918), un gran numero di tedeschi fu costretto a lasciare il paese, in particolare quelli che vivevano nel Corridoio di Danzica.
La maggioranza delle minoranze cristiane di lingua tedesca dell'Europa centrale e orientale furono espulsi nel 1945. Ancora peggio andò per il gruppo degli ebrei di lingua tedesca nell'Europa orientale, che per sterminio ed emigrazione sono quasi completamente scomparsi.
Durante la dominazione asburgica, in Voivodina (ora provincia autonoma della Repubblica di Serbia) i tedeschi passarono dal 12,4% del 1787 al 24,4% del 1880 (secondo gruppo etnico-linguistico dopo i serbi); nel 1931, dopo la Grande Guerra e il passaggio della regione al Regno dei Serbi, Croati e Sloveni (divenuto poi Regno di Jugoslavia), i tedeschi erano ancora 343 000 e costituivano il 21% della popolazione totale; dopo la seconda guerra mondiale la loro presenza si ridusse drasticamente e nel 2002 ne rimanevano solo 3 154 (0,16%). Nella regione della Bačka la popolazione di lingua tedesca crollò dal 23,64% del 1921 all'1,32% del 1948.
Nel 1857 a Sopron (in tedesco Ödenburg, adesso in Ungheria), su 18 211 abitanti il 93% era tedescofono; nel
1910 la città aveva 33 932 abitanti di cui 51% tedeschi e 44,3% ungheresi, passati nel 2001 a 92,8% ungheresi e 3,5% tedeschi.
Prima della prima guerra mondiale, l'80,9% della cittadinanza di Maribor (in tedesco Marburg an der Drau, in Slovenia) dichiarò come lingua d'uso il tedesco (molti tra questi erano sloveni germanizzati), e anche se quasi il 20% invece dichiarava come lingua d'uso lo sloveno, gran parte del capitale e della vita pubblica era in mano tedesca. L'area circostante era popolata in grande maggioranza da sloveni, anche se molti tedeschi vivevano in piccoli centri come Ptuj (in tedesco Pettau, dove, secondo il censimento austroungarico del 1910, l'86% della popolazione del centro storico era di lingua tedesca) e Celje (67% di tedescofoni nel 1910). Esisteva anche una plurisecolare comunità etnica tedesca nella Slovenia meridionale, detta "di Gottschee", un'area di oltre 800 chilometri quadrati con 172 villaggi. La cittadina di Kočevje (in tedesco Gottschee) costituì fino al 1945 un'isola linguistica tedesca in un'area a maggioranza slovena. Durante il secondo conflitto mondiale, nel periodo di occupazione italiana della provincia di Lubiana, la popolazione di lingua tedesca fu assoggettata agli accordi Hitler-Mussolini per la "opzione" dei tedescofoni verso il Reich ed esiliò in massima parte in Germania.
In Transilvania (in tedesco Siebenbürgen) secondo i censimenti del 1880 e del 1890 i tedeschi costituivano il 12,5% della popolazione (nel 2011 solo lo 0,4%). Nel Banato orientale molti villaggi e città erano a maggioranza tedesca; nello stesso capoluogo Timișoara (in tedesco Temeswar o Temeschwar o Temeschburg) i tedeschi costituivano, fino alla seconda guerra mondiale, il gruppo etnico più numeroso, ma nel corso del XX secolo la comunità si è drasticamente ridotta passando dal 54,6% della popolazione cittadina del 1880 all'1,3% del 2011.
Il censimento del 1911, l'ultimo prima della dissoluzione dell'Impero, conteggiò un totale di 12 006 521 tedescofoni su una popolazione totale di 51 390 223 (il 23,36%); nella sola Cisleitania (la metà occidentale – austriaca – dell'Impero austro-ungarico) invece la popolazione di lingua tedesca saliva al 36,8%, mentre oltre il 71% della popolazione parlava un po' di tedesco.

#### Svizzera

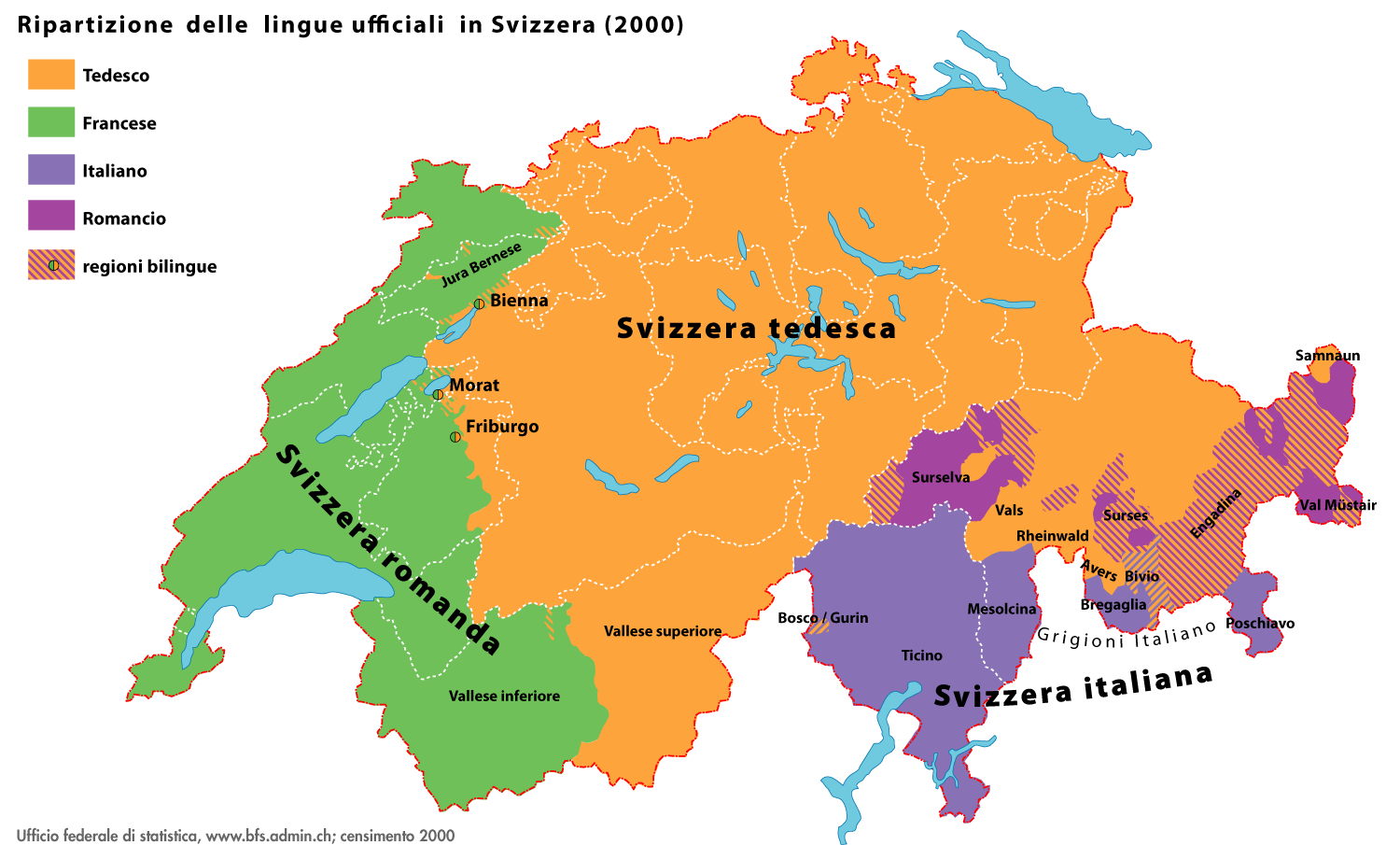
Ripartizione delle lingue ufficiali in Svizzera (2000).

La lingua tedesca è una delle quattro lingue nazionali in Svizzera insieme al francese, all'italiano e al romancio (in ordine per numero di locutori materni).

Gli svizzeri tedescofoni comunicano tra di loro usando in stragrande maggioranza un gruppo di dialetti tedeschi, spesso definiti unitariamente svizzero tedesco (Schwitzerdütsch → tedesco alemanno). L'uso del dialetto si intensificò a causa della volontà di differenziarsi dai tedeschi in seguito alla spinta pangermanista che coinvolse i tedescofoni fra la fine del XIX secolo e il periodo nazionalsocialista, quando in Svizzera il tedesco standard era più diffuso. In conseguenza di tale processo, il dialetto si è rapidamente diffuso anche nei mass-media elettronici e nella società dello spettacolo a partire dalla seconda metà del Novecento. Grazie a quest'evoluzione, lo svizzero tedesco viene ora utilizzato automaticamente in quasi tutti i registri linguistici del parlato.
In 17 cantoni della Svizzera si parla solo tedesco, nel Canton Giura esiste un unico comune di lingua tedesca (Ederswiler), il Canton Vallese, il Canton Berna e il Canton Friburgo sono bilingui, tedesco e francese, mentre il Canton Grigioni è l'unico trilingue: tedesco, italiano e romancio. La percentuale delle lingue non nazionali parlate come prima lingua nelle case svizzere è aumentata drasticamente durante l'ultimo mezzo secolo, da meno dell'un per cento del 1950 al nove per cento nel 2000, per lo più a spese del tedesco. Nel 2000 il tedesco era parlato dal 63,7% degli svizzeri (in calo rispetto al 72,1% del 1950), inclusi i residenti nel paese senza cittadinanza elvetica (23% della popolazione nel 2009). Se si tiene invece conto solo dei cittadini svizzeri, la percentuale dei tedescofoni sale al 72,5% (censimento 2000).

## Sistema di scrittura

### Alfabeto
Il tedesco viene scritto usando l'alfabeto latino (comprese quindi le lettere J, K, W, X e Y). Oltre alle 26 lettere tipiche di molti alfabeti europei, il tedesco usa i tre Umlaute ovvero ä, ö e ü, nonché la legatura ß (chiamata Eszett o anche scharfes S) che rappresenta la doppia s in certe parole.
- A, Ä, B, C, D, E, F, G, H, I, J, K, L, M, N, O, Ö, P, Q, R, S, ẞ, T, U, Ü, V, W, X, Y, Z.
- a, ä, b, c, d, e, f, g, h, i, j, k, l, m, n, o, ö, p, q, r, s, ß, t, u, ü, v, w, x, y, z.

#### Lettere speciali (EszetteUmlaute)
Queste lettere non alterano l'ordine alfabetico.
ß = Scharfes S oppure Eszett (ha valore di una doppia s; nessuna parola ha questa lettera come iniziale e la riforma ortografica del 1996 ne ha ridotto l'impiego, mentre Svizzera e Liechtenstein l'hanno abolita).
Ä = a mit Umlaut.
Ö = o mit Umlaut.
Ü = u mit Umlaut.
Da notare che, sebbene i due puntini siano pressoché uguali a una dieresi, è scorretto chiamarli così perché derivano storicamente da un fenomeno di metafonia. Nella scrittura Fraktur si ponevano due trattini verticali (in origine una e, che, rimpicciolita sopra la lettera, prendeva la forma di due sbarrette verticali; anche oggi, molto spesso, nella scrittura manuale, i tedeschi non scrivono due puntini, ma due lineette verticali) sopra la vocale; talvolta, in mancanza del carattere tipografico adeguato, si può scrivere la e per esteso dopo la vocale al posto dei due puntini, ma si tratta pur sempre di un ripiego che è consigliabile evitare se è disponibile il carattere corretto; alcuni nomi storici, come ad esempio quello di Goethe, si scrivono per tradizione solo con la e scritta per esteso. Talvolta l'antica usanza di scrivere una piccola e sopra la vocale è stata ripresa anche nella scrittura latina.

#### La riforma ortografica
Con l'ultima riforma ortografica del 1996, la ß viene sostituita da una doppia s dopo ogni vocale breve, come ad esempio in Fluss (fiume), Kuss (bacio) e dass (che, congiunzione), mentre rimane, dove già c'era, dopo la vocale lunga e dopo dittongo, come Gruß (saluto), Fuß (piede) e aß (mangiava/mangiò), draußen (al di fuori), Strauß (mazzo); ciò ha fatto in modo che anche questa lettera rientrasse nella regola che prevede che dopo una vocale lunga o dittongo si trovi una sola consonante (aß, Fuß, beißen, außer come Tor, Meer, den, dem), dopo una vocale breve invece due consonanti (Fluss, Kuss, dass, biss come Fall, Kamm, denn), mentre in precedenza la distribuzione di tale lettera dipendeva da motivazioni storico/estetiche che la richiedevano in fine di parola (Kuß, ora Kuss) e davanti a consonante (bißchen, ora bisschen). Rimangono tuttavia eccezioni alla nuova norma come aus, des, Eis e altri che sono rimasti com'erano. Da notare che storicamente non esiste una versione maiuscola della lettera ß (non capita mai ad inizio di parola ed è una legatura propria della scrittura corsiva o minuscola), e pertanto viene sempre sostituita con SS nelle parole scritte interamente a lettere maiuscole, oppure si usa lo stesso segno. L'uso nella scrittura in maiuscolo è tuttavia attestato lungo il '900, soprattutto perché permetterebbe di differenziare parole che altrimenti sarebbero omografe come Maße (misure) e  Masse (massa, grande quantità). Oltre alla soluzione tradizionale SS si è utilizzato anche SZ. Nell'aprile 2008 il comitato ISO ha alla fine accettato il progetto della ß maiuscola; la codifica Unicode della nuova lettera è +1E9E LATIN CAPITAL LETTER SHARP S. Dal 29 giugno 2017, la nuova lettera maiuscola è entrata ufficialmente a far parte dell'ortografia tedesca.
In Svizzera e Liechtenstein, infine, l'uso della ß si è andato perdendo fin dai primi del Novecento (il Foglio Federale svizzero fin dal 1906; nel 1938 il Canton Zurigo smise di insegnarla nelle scuole e altri cantoni ne seguirono l'esempio), fino all'ultima riforma del 2006 che l'ha definitivamente eliminata; nei due Paesi in suo luogo si scrive ss, tranne nelle pubblicazioni rivolte all'intero mercato di lingua tedesca, che seguono invece le norme del tedesco standard.

### Al computer
Le vocali con l'Umlaut (Ä, Ö, Ü) possono essere scritte ae, oe e ue, qualora non fosse possibile, per ragioni tecniche, scriverle con la dieresi (per esempio nelle tastiere che ne sono sprovviste); l'uso però, tranne che per le maiuscole, è considerato un errore. Allo stesso modo, ß può essere sostituita dalla doppia s. I tedeschi comprendono questo sistema alternativo (anche se ai loro occhi sembra strano), ma è sempre meglio evitarlo se i caratteri speciali sono disponibili, visto che ae, oe e ue in certi rari casi possono rappresentare una regolare vocale lunga (per esempio, ae può essere letto come una a lunga piuttosto che una ä). La stessa cosa vale per l'Eszett, dato che a volte serve a distinguere parole altrimenti omografe, come ad esempio Maße (misure) da Masse (massa).
La diffusione dei programmi di videoscrittura per computer dotati di un corredo universale e standardizzato dei caratteri come Unicode, ha reso sempre meno frequente dover ricorrere a queste soluzioni di ripiego.
Sulla tastiera italiana sotto sistema operativo Microsoft Windows, si usa la combinazione di tasti con la tastiera numerica.
| Sistema operativo | Microsoft Windows | Microsoft Windows | MacOS                      | Linux                                    |
| Risultato atteso  | Combinazione 1    | Combinazione 2    | Combinazione               | Combinazione                             |
| ----------------- | ----------------- | ----------------- | -------------------------- | ---------------------------------------- |
| Minuscole         |                   |                   |                            |                                          |
| ä                 | Alt + 0 2 8       | Alt + 1 3 2       | Alt ⌥ + U e poi A          | ⇧ Maiusc + Alt Gr + . e poi A            |
| ö                 | Alt + 0 2 4 6     | Alt + 1 4 8       | Alt ⌥ + U e poi O          | ⇧ Maiusc + Alt Gr + . e poi O            |
| ü                 | Alt + 0 2 5 2     | Alt + 1 2 9       | Alt ⌥ + U e poi U          | ⇧ Maiusc + Alt Gr + . e poi U            |
| ß                 | Alt + 0 2 3       | Alt + 2 5         | Alt ⌥ + S                  | Alt Gr + S                               |
| Maiuscole         |                   |                   |                            |                                          |
| Ä                 | Alt + 0 1 9 6     | Alt + 1 4 2       | Alt ⌥ + U e poi ⇧ Maiusc A | ⇧ Maiusc + Alt Gr + . e poi ⇧ Maiusc + A |
| Ö                 | Alt + 0 2 1 4     | Alt + 1 5 3       | Alt ⌥ + U e poi ⇧ Maiusc O | ⇧ Maiusc + Alt Gr + . e poi ⇧ Maiusc + O |
| Ü                 | Alt + 0 2 0       | Alt + 1 5 4       | Alt ⌥ + U e poi ⇧ Maiusc U | ⇧ Maiusc + Alt Gr + . e poi ⇧ Maiusc + U |

## Parole composte
In tedesco molto spesso i sostantivi e i complementi di specificazione possono essere uniti, con delle regole molto precise:
- Una parola composta deve identificare qualcosa di preciso: posso unire per esempio "porta di casa" (die Haustür) ma non "il colore del mare", perché se vedo qualcosa di blu, dico che è blu, non che ha il colore del mare, mentre la porta di casa è una cosa ben precisa. Ci sono però rare eccezioni, difatti si può dire Hautfarbe ("colore della pelle"). La regola non vale in generale per gli aggettivi, è comunissimo dire per esempio mausfarbig ("color topo") oppure anche papageienfarbig ("color pappagallo", cioè multicolore).
- Il sostantivo principale si trova in ultima posizione (testa a destra), e determina il genere e il numero: "la chiave" (der Schlüssel, plurale invariato, genitivo des Schlüssels) "della porta" (die Tür, pl. die Türen, gen der Tür) "di casa" (das Haus, pl. die Häuser, gen des Hauses) si dice der Haustürschlüssel (plurale invariato, genitivo des Haustürschlüssels), perché la chiave della porta di casa è prima di tutto una chiave, quindi la parola chiave va in fondo.

Questa caratteristica può dare origine a parole molto lunghe, con addirittura quattro consonanti consecutive. È però ritenuto cattivo stile scrivere parole composte di oltre tre singoli lemmi.
A volte per fare l'esempio della parola più lunga in tedesco si usa: Rhein-Main-Donaugroßschifffahrtswegdampfschifffahrtsgesellschaftskapitänsuniformknopf, che significa "il bottone dell'uniforme del capitano della linea di navigazione a vapore della grande linea di navigazione Reno-Meno-Danubio". Come si nota, knopf (bottone) è l'ultima parola, perché si tratta prima di tutto di un bottone. Quel bottone si può presumibilmente distinguere dagli altri perché avrà un particolare simbolo sopra, quindi può teoricamente essere definito con una sola parola. In realtà non si userebbe mai una parola del genere (con ben 83 lettere), ma non di rado capitano parole da 20 o 30 lettere, come "le discussioni sui problemi del riscaldamento globale".
Donaudampfschiffahrtselektrizitätenhauptbetriebswerkbauunterbeamtengesellschaft ("Associazione dei sottufficiali dell'edificio principale dell'officina di manutenzione della compagnia di battelli elettrici sul Danubio") è la parola in tedesco più lunga che sia mai stata stampata. Il record dei caratteri contenuti in una parola tedesca di uso comune (indicato dal Guinness dei primati del 1995) invece appartiene alla parola Rechtsschutzversicherungsgesellschaften ("Compagnie assicurative che offrono protezione legale"), con 39 caratteri.

## Dialetti

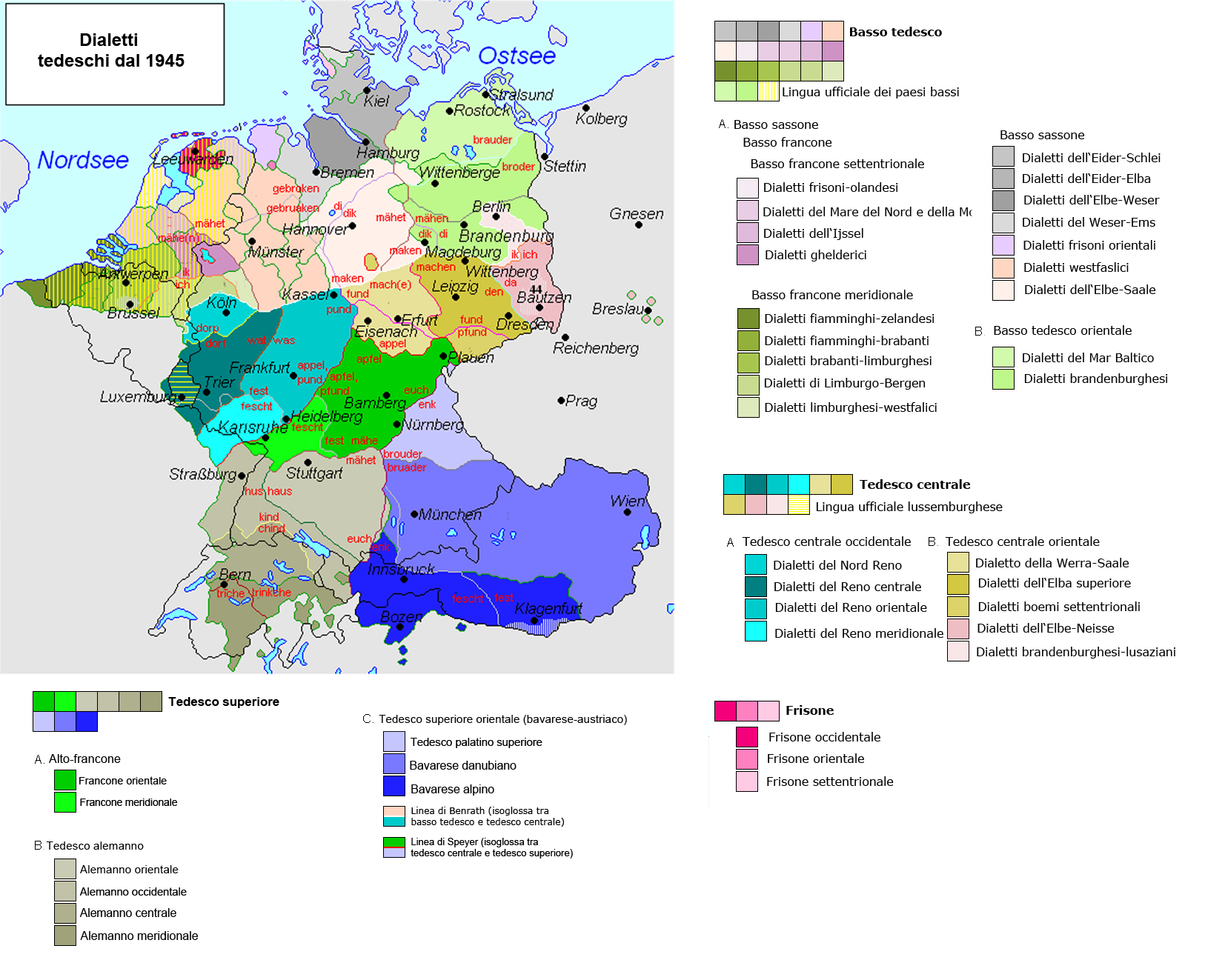
Le diverse varietà di tedesco esistenti.

I dialetti parlati in Germania si dividono in due macrogruppi:
- alto-tedesco (Hochdeutsch): le parlate derivate dall'antico alto-tedesco, che hanno subito la seconda rotazione consonantica nel corso del VI secolo;
- basso-tedesco (Niederdeutsch, Plattdeutsch): i dialetti parlati soprattutto nella Germania settentrionale, comprendente i gruppi del basso sassone (Niedersächsisch) e del basso tedesco orientale (Ostniederdeutsch).

Normalmente viene considerato propriamente tedesco la lingua parlata nelle regioni del nord, soprattutto nella città di Hannover. Queste regioni, una volta da ascrivere al basso tedesco, hanno adottato una pronuncia molto vicina allo scritto. Questa parlata è anche il tedesco che viene normalmente studiato all'estero. Risulta quindi più difficile per uno straniero che studia il tedesco comprendere i dialetti dell'intero sud, specie il vocalismo e non pochi particolari del lessico di bavaresi, svevi, austriaci e soprattutto degli svizzeri. Nonostante ciò, la conoscenza dello standard è frequente a tal punto da poter essere considerata perfetta e la forza dei dialetti regredisce già da molti decenni e di generazione in generazione. Una vera e propria situazione di diglossia persiste solo nelle parlate svizzere.

## Parentela con altre lingue germaniche
Molte parole tedesche sono imparentate con l'inglese e l'olandese, poiché le tre lingue in questione fanno parte della stessa famiglia linguistica. Molte di esse sono facilmente identificabili e hanno praticamente lo stesso significato.
| Tedesco                   | Inglese                    | Olandese                                                 | Traduzione               |
| ------------------------- | -------------------------- | -------------------------------------------------------- | ------------------------ |
| Winter                    | winter                     | winter /ˈʋɪntər/                                         | inverno                  |
| Sommer                    | summer                     | zomer /zoːmər/                                           | estate                   |
| beste/r                   | best                       | best/e /bɛst(ə)/                                         | migliore                 |
| rot                       | red                        | rood /roːt/                                              | rosso                    |
| grün                      | green                      | groen /ɣruːn/                                            | verde                    |
| haben, hatte, gehabt      | to have, had, had          | hebben /ˈhɛbən/, had /hɑt/, gehad /ɣəˈhɑt/               | avere                    |
| Finger                    | finger                     | vinger /ˈvɪŋər/                                          | dito                     |
| Hand                      | hand                       | hand /hɑnt/                                              | mano                     |
| Bett                      | bed                        | bed /bɛt/                                                | letto                    |
| Haus                      | house                      | huis /hœʏ̯s/                                              | casa                     |
| Hund                      | hound                      | hond /hɔnt/                                              | cane                     |
| Eis                       | ice                        | ijs /ɛɪ̯s/                                                | ghiaccio                 |
| Hallo                     | hello                      | hallo /hɑˈloː/                                           | ciao                     |
| lachen, lachte, gelacht   | to laugh, laughed, laughed | lachen /ˈlɑxən/, lachte /ˈlɑxtə/, gelachen /ɣəˈlɑxən/    | ridere                   |
| Schiff                    | ship                       | schip /sxɪp/                                             | nave                     |
| singen, sang, gesungen    | to sing, sang, sung        | zingen /ˈzɪŋən/, zong /zɔŋ/, gezongen /ɣəˈzɔŋən/         | cantare, cantai, cantato |
| gut                       | good                       | goed /ɣuːt/                                              | buono                    |
| Fuchs                     | fox                        | vos /vɔs/                                                | volpe                    |
| Mann                      | man                        | man /mɑn/                                                | uomo                     |
| Maus                      | mouse                      | muis /mœʏ̯s/                                              | topo                     |
| zwanzig                   | twenty                     | twintig /'tʋɪntəx/                                       | venti (numero)           |
| Buch                      | book                       | boek /buːk/                                              | libro                    |
| kalt                      | cold                       | kou /kɑʊ̯/                                                | freddo                   |
| kühl                      | cool                       | koel /kuːl/                                              | fresco                   |
| Fisch                     | fish                       | vis /vɪs/                                                | pesce                    |
| warm                      | warm                       | warm /ʋɑrm/                                              | caldo                    |
| trinken, trank, getrunken | to drink, drank, drunk     | drinken /drɪŋkən/, dronk /drɔŋk/, gedronken /ɣəˈdrɔŋkən/ | bere, bevvi, bevuto      |
| Wald / Forst              | wood / forest              | woud /ʋɑʊ̯d/                                              | foresta                  |
| wild                      | wild                       | wild /ʋɪlt/                                              | selvaggio                |
| machen, machte, gemacht   | to make, made, made        | maken /maːkən/, maakte /maːktə/, gemaakt /ɣəˈmaːkt/      | fare, feci, fatto        |
| gehen, ging, gegangen     | to go, went, gone          | gaan /ɣaːn/, ging /ɣɪŋ/, gegaan /ɣəˈɣaːn/                | andare, andai, andato    |
| Brot                      | bread                      | brood /broːt/                                            | pane                     |
| Apfel                     | apple                      | appel /ˈɑpəl/                                            | mela                     |
| Garten                    | garden                     | tuin /tœʏ̯n/                                              | giardino                 |
| Stein                     | stone                      | steen /steːn/                                            | pietra                   |
| Stahl                     | steel                      | staal /staːl/                                            | acciaio                  |
| Silber                    | silver                     | zilver /ˈzɪlvər/                                         | argento                  |
| Gold                      | gold                       | goud /ɣɑʊ̯t/                                              | oro                      |
| Feuer                     | fire                       | vuur /vyːr/                                              | fuoco                    |
| Wasser                    | water                      | water /ˈʋaːtər/                                          | acqua                    |
| hundert                   | hundred                    | honderd /ˈhɔndərt/                                       | cento                    |
| tausend                   | thousand                   | duizend /ˈdœʏ̯zənt/                                       | mille                    |
| Bruder                    | brother                    | broer /bruːr/                                            | fratello                 |
| Wolf                      | wolf                       | wolf /ʋɔlf/                                              | lupo                     |
| Bär                       | bear                       | beer /beːr/                                              | orso                     |

Alcune parole hanno consonanti diverse in queste lingue e ciò è dovuto alla rotazione consonantica dell'alto tedesco. Per esempio, in molte parole imparentate la consonante "b" intervocalica del tedesco è resa dalla "v" dell'inglese.
- tedesco: Liebe (amore) > inglese: love
- tedesco: geben (dare) > inglese: (to) give

Questo avviene inoltre con la sibilante "ff" che nell'inglese è rimasta "p" e nella "ss" che in inglese è rimasta "t"
- tedesco: Schiff (nave) > inglese: ship
- tedesco: lassen (lasciare) > inglese: let

Confrontando la lingua olandese con quella tedesca e quella inglese si può notare in essa un "grado" intermedio. Poniamo pochi semplici esempi per osservare lo scambio consonantico:
| Tedesco                 | Olandese              | Inglese     |
| ----------------------- | --------------------- | ----------- |
| vergessen (dimenticare) | vergeten /vərˈɣe:tən/ | (to) forget |
| geben (dare)            | geven /ˈɣe:vən/       | (to) give   |
| helfen (aiutare)        | helpen /ˈhɛlpən/      | (to) help   |
| gut (buono)             | goed /ɣu:t/           | good        |
| Buch (libro)            | boek /bu:k/           | book        |

Anche nella grammatica si nota questa caratteristica: l'olandese ha ormai abbandonato il complesso sistema flessivo ancora in uso in tedesco affidandosi, come l'inglese, alle sole preposizioni per esprimere i vari complementi indiretti, pur conservando però ancora qualche residuo delle declinazioni in alcune espressioni idiomatiche o nella lingua scritta.
Pur essendo una lingua germanica moderna, il tedesco ha conservato più caratteristiche delle lingue indoeuropee antiche rispetto ad altre lingue indoeuropee moderne, ad esempio i casi e tre generi, che la rendono per alcuni versi paragonabile a lingue come il latino, anche se non è stata così conservativa come, ad esempio, le lingue slave, che in alcuni casi conservano più casi dello stesso latino (la lingua polacca ha sette casi: ha perso l'ablativo, ma ha conservato strumentale e locativo che il latino aveva riunito all'interno dell'ablativo).

## Premi Nobel per la letteratura in lingua tedesca
- Theodor Mommsen (1902,  Germania)
- Rudolf Christoph Eucken (1908,  Germania)
- Paul Heyse (1910,  Germania)
- Gerhart Hauptmann (1912,  Germania)
- Carl Spitteler (1919,  Svizzera)
- Thomas Mann (1929,  Germania)
- Hermann Hesse (1946,  Germania /  Svizzera)

- Nelly Sachs (1966,  Germania) (con Shmuel Yosef Agnon,  Israele)
- Heinrich Böll (1972,  Germania)
- Elias Canetti (1981,  Bulgaria /  Regno Unito)
- Günter Grass (1999,  Germania)
- Elfriede Jelinek (2004,  Austria)
- Herta Müller (2009,  Romania /  Germania)
- Peter Handke (2019,  Austria)